# Thibaw Min
Konbang Thibaw (Mandalay, 1º gennaio 1859 – Ratnagiri, 19 dicembre 1916) fu l'ultimo Re della Birmania.
Regnò dal 1878 al 1885.

## Biografia
Nato a Mandalay il 1º gennaio del 1859, era figlio del Re Mindon Min e della Principessa Laungshe. Il padre lo nominò Principe dello Stato di Thibaw (l'odierna Hsipaw, nel nord-est del Myanmar), da cui ha preso il nome. Il piccolo Thibau fu educato in un monastero buddista fino al 1º ottobre del 1878. Salì al trono per intercessione della matrigna, la Regina Hsinbyumashin, alla morte del padre, nell'ottobre del 1878. Sposò due delle sorellastre; la più giovane, Supayalat, esercitò una grande influenza su di lui.

## Regno
Thibau è stato incoronato il 6 novembre del 1878, diventando l'ultimo monarca della Dinastia Konbaung e della Birmania.
L'Impero Britannico invase quanto rimaneva della Birmania nel 1885, in quella che fu chiamata la terza guerra anglo-birmana. Un corpo di spedizione inglese prese la capitale Mandalay nel 1886, decretando la fine del conflitto e la totale sottomissione del paese.
Thibau, la moglie Supayalat e la figlia Supayaji furono deportati a Rattanagiri, nell'India Britannica, dove morì il 19 dicembre del 1916.